# 沃尼塔 (堪薩斯州)
沃尼塔（Wauneta）為美國堪薩斯州學托擴縣的一座非建制地區。

## 歷史
位在沃尼塔的郵政局於1883年4月2日開設，期間持續營運直到1961年1月31日裁撤。